# Ideologia e Desenvolvimento Nacional
Ideologia e Desenvolvimento Nacional é um livro de 1956 de Álvaro Vieira Pinto. A publicação transcreve palestra inaugural do Instituto Superior de Estudos Brasileiros, pronunciada pelo autor em 14 de maio de 1956, no auditório do MEC (Ministério da Educação e Cultura), no Rio de Janeiro, Brasil. A palestra contou com a presença do então presidente Juscelino Kubitschek e corpo docente do Instituto.
É desta obra a citação de Álvaro Vieira Pinto: «Sem ideologia do desenvolvimento não há desenvolvimento nacional»

## Edições
A obra foi publicada em português pelo Instituto Superior de Estudos Brasileiros em 1956, e republicado em 1960, com pequena alteração. Uma edição em espanhol foi publicado pelo Centro Interamericano de Desarrollo Rural y Reforma Agraria, em 1969.